# مایلز کانلی
مایلز کانلی (انگلیسی: Myles Connolly؛ زاده ۷ اکتبر ۱۸۹۷ درگذشته ۱۵ ژوئیهٔ ۱۹۶۴) فیلم‌نامه‌نویس اهل ایالات متحده آمریکا بود.
از فیلم‌هایی که وی در آن‌ها نقش داشته است، می‌توان به تا زمانی که ابرها کنار بروند و دو خواهر اهل بوستون اشاره نمود.